# Riksdagen 1644
Riksdagen 1644 ägde rum i Stockholm.
Ständerna sammanträdde den 8 oktober 1644. Lantmarskalk var Henrik Fleming. Prästeståndets talman var biskop Laurentius Paulinus Gothus. Borgarståndets talman var Jacob Grundel den äldre, och bondeståndets talman Erik Matsson i Skråmsta.
På riksdagen väcktes frågan om en reduktion av nyligen skattebefriade frälsegods borde genomföras.
Riksdagen avslutades den 19 december 1644.